# 中國普天信息產業
中國普天信息產業股份有限公司，簡稱中國普天，在1980年由國務院郵電部，批准成立。當時名為中国邮电工业总公司，以及中國普天信息產業集團公司。
現時業務包括信息通信产品制造、贸易、相关技术研究和服务，包括信息通信、广电、行业信息化、金融电子和新能源等行業，銷售給非洲、拉美、东南亚、欧美等國家，旗下上市公司包括上海普天（600680.SS）（900930.SS）、东方通信（600776.SS）（900941.SS）、南京普天（200468.SZ）、成都普天电缆（1202.HK），以及东信和平（002017.SZ）5家上市公司。
該總部位於北京市海淀区海淀北二街6号。而董事長為邢煒，首席執行官為徐名文。

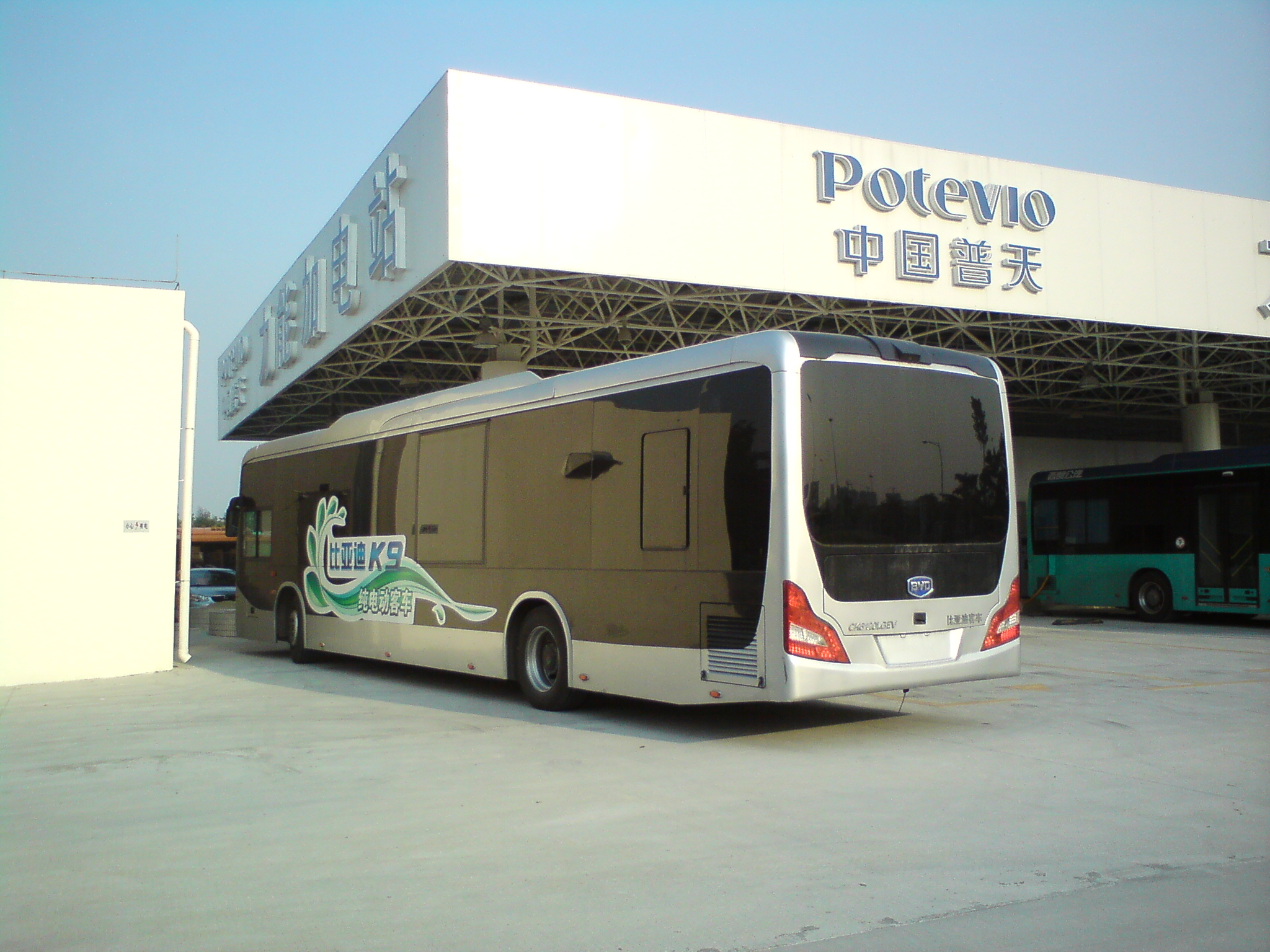
中國普天

2021年6月23日國務院國有資產監督管理委員會發布，經報中華人民共和國國務院批准中国普天信息产业集团有限公司整體並入中國電子科技集團，成為其全資子企業。中國普天信息產業集團有限公司不再作為國資委直接監管企業。

## 連結
- Potevio.com（页面存档备份，存于）